# Luca Mangoni
Luca Mangoni, noto semplicemente come Mangoni (Milano, 26 marzo 1961), è un artista italiano, collaboratore del gruppo musicale italiano degli Elio e le Storie Tese.

## Biografia

### Origini e formazione

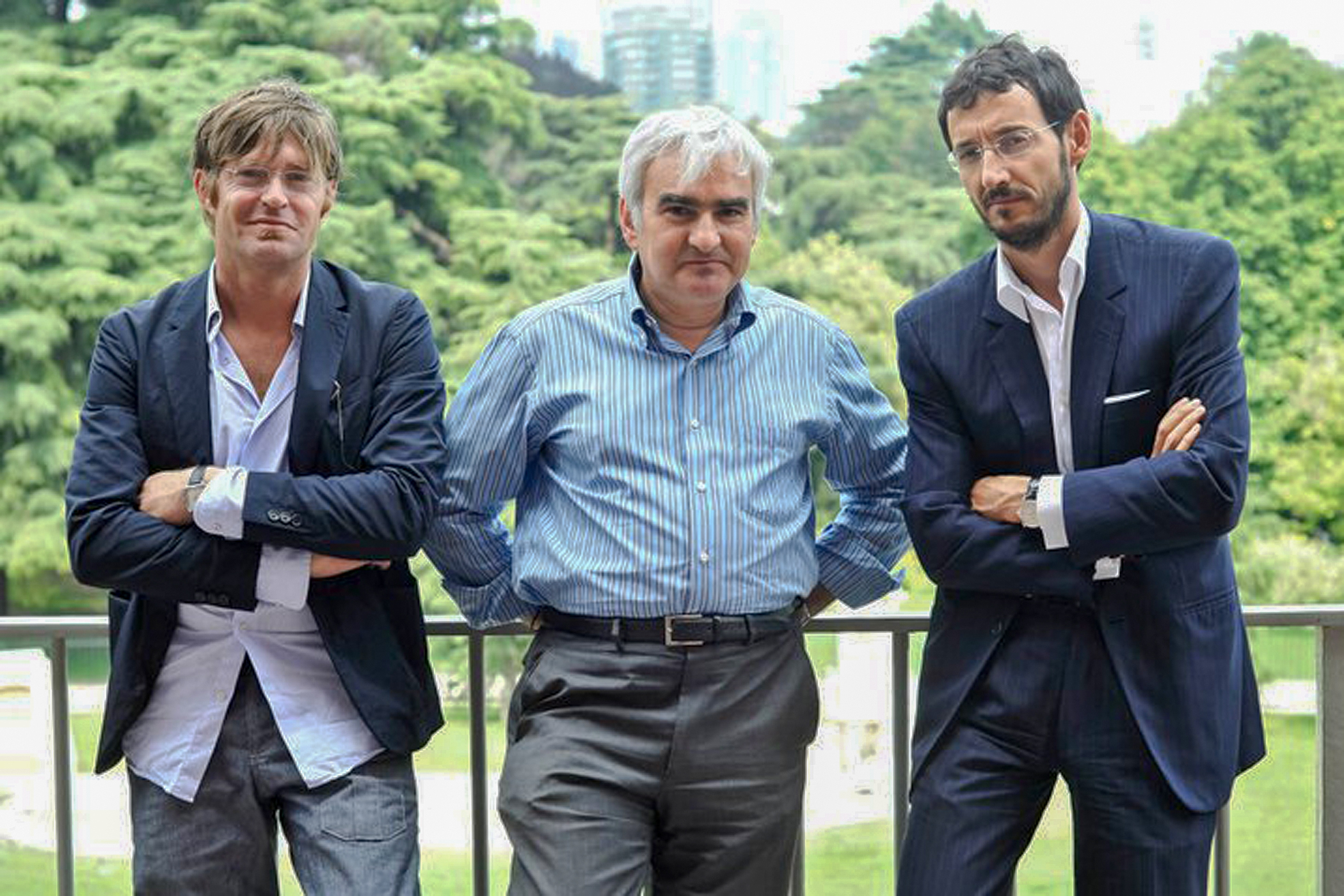
Luca Mangoni col giornalista Filippo Facci e il produttore Luca Josi

Frequenta la scuola media Giuseppe Parini dove, dalla seconda e fino al quinto anno di liceo, presso l'istituto scientifico Einstein, è compagno di banco di Stefano Belisari.
All'età di diciotto anni abbandona lo scautismo per potersi dedicare maggiormente allo sci alpino a livello agonistico; che lo portò ad ottenere il risultato di primo classificato senior nello slalom gigante dei Campionati sestesi (Cervinia 1982), un terzo classificato master A1A2 nello slalom speciale dei Campionati Provinciali Milanesi (Piazzatorre 2000), un secondo classificato master A1A2 nello slalom speciale dei Campionati Provinciali Milanesi (Piazzatorre 2001) e ancora un terzo classificato master A1A2 nello slalom gigante dei Campionati Provinciali Milanesi (sempre a Piazzatorre nel 2001).

### L'attività artistica

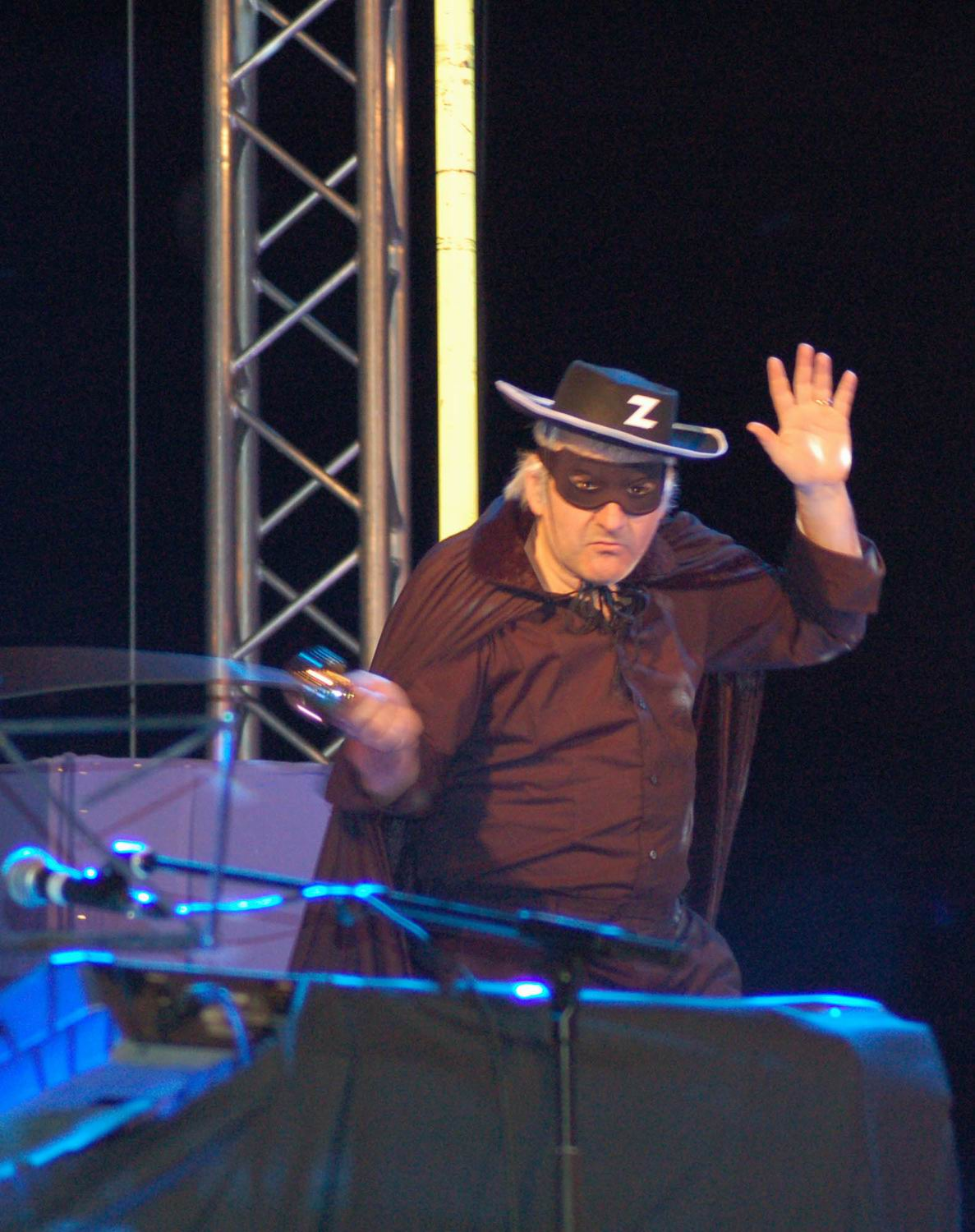
Mangoni in concerto

Come ogni componente degli Elio e le Storie Tese nel corso degli anni Mangoni ha adottato, in maniera più o meno estemporanea, numerosi pseudonimi. Tra questi: MC Stramangone, Dottor Stramangone (suo alter ego nella trasmissione Cordialmente), il Grande Escluso (definizione con cui Elio ricordò la sua assenza a Pippo Baudo sul palco del Festival di Sanremo nel 1996), Artista a sé, Rancor (dal nome della creatura fantastica presente nel film Il ritorno dello Jedi, caratterizzata dalla spaventosa voracità).
Sebbene non abbia mai fatto parte ufficialmente del gruppo Elio e le storie tese, le sue apparizioni sono parte integrante dell'attività del gruppo, soprattutto nelle esibizioni dal vivo, nelle coreografie e in diversi videoclip, talvolta indossando stravaganti travestimenti, fra i quali il più conosciuto è quello di Supergiovane a cavallo della Vespa scoppiettante.
Il 10 febbraio 2018, in occasione della finale del Festival di Sanremo 2018 al quale gli Elio e le Storie Tese hanno partecipato annunciando il loro ritiro dalle scene e arrivando ultimi, Mangoni si è presentato sul prestigioso palco al termine dell'esibizione con il celebre costume da Supergiovane, salutando simbolicamente il pubblico per l'ultima volta.
Ha preso parte come cantante ad alcuni brani del gruppo, tra cui La risposta dell'architetto, La visione e Complesso del Primo Maggio. Sua caratteristica, in un gruppo che fa della competenza musicale di ogni suo membro un elemento imprescindibile, è di essere decisamente stonato (il che fa da contraltare comico alle perfette armonie della band).
È anche comparso, in qualità di interprete principale, nel video musicale Shpalman®, sempre di Elio e le Storie Tese, parodia del videoclip della canzone Dedicato a te del gruppo Le Vibrazioni, i cui membri si sono prestati alla realizzazione dello stesso.

### L'opera di architetto

Veduta notturna della Mangoni Tower

La sua attività di architetto è stata resa nota subito al grande pubblico.
Fra i suoi numerosi lavori, il più noto è la Mangoni Tower, un edificio residenziale in via Nervesa a Milano costruito tra il 1995 e il 2000.

### L'impegno politico
Nel 2010 appare nella lista del candidato presidente della Regione Lombardia per la Federazione della Sinistra; sarebbe stato eletto automaticamente se avesse vinto il candidato presidente Vittorio Agnoletto.
Nel 2011 si candida alle elezioni comunali di Milano nella lista civica di Milly Moratti a favore di Giuliano Pisapia, candidato sindaco del centrosinistra, conquistando 1068 preferenze. Dagospia ha definito la sua campagna elettorale "pillole di situazionismo".
Ha ottenuto una preferenza al primo scrutinio per l'elezione del Presidente della Repubblica Italiana del 2015.

## Pubblicazioni
- Sergio Graziosi e Luca Mangoni (a cura di), Le aree dismesse a Milano. Una risorsa preziosa per migliorare la qualità della vita, Rapporto sulla ricerca, Milano, 1988
- Luca Mangoni, La mappa dell'abbandono, in "Costruire", n. 64, 1988
- Luca Mangoni, Supergiovane Forever. Un dialogo con Paolo Cosseddu con la partecipazione di Faso e Rocco Tanica, People, 2023